# 奇峰塔站
奇峰塔站是一個位于河北省保定市易县南城司乡奇峰塔村的车站，現属四等站。经过的铁路为京原铁路，建于1970年，現由北京铁路局北京西车务段管轄。辦理旅客乘降、河砂发到。

## 历史
- 1970年：奇峰塔站建成启用。
- 1994年：奇峰塔站升级为四等站。